# آگوالی
آگوالی (به لاتین: Agvali) یک روستا در روسیه است که در داغستان واقع شده‌است.